# Elatostema ledermannii
Elatostema ledermannii är en nässelväxtart som beskrevs av H. Winkl.. Elatostema ledermannii ingår i släktet Elatostema och familjen nässelväxter. Inga underarter finns listade i Catalogue of Life.